# Kızılcahamam

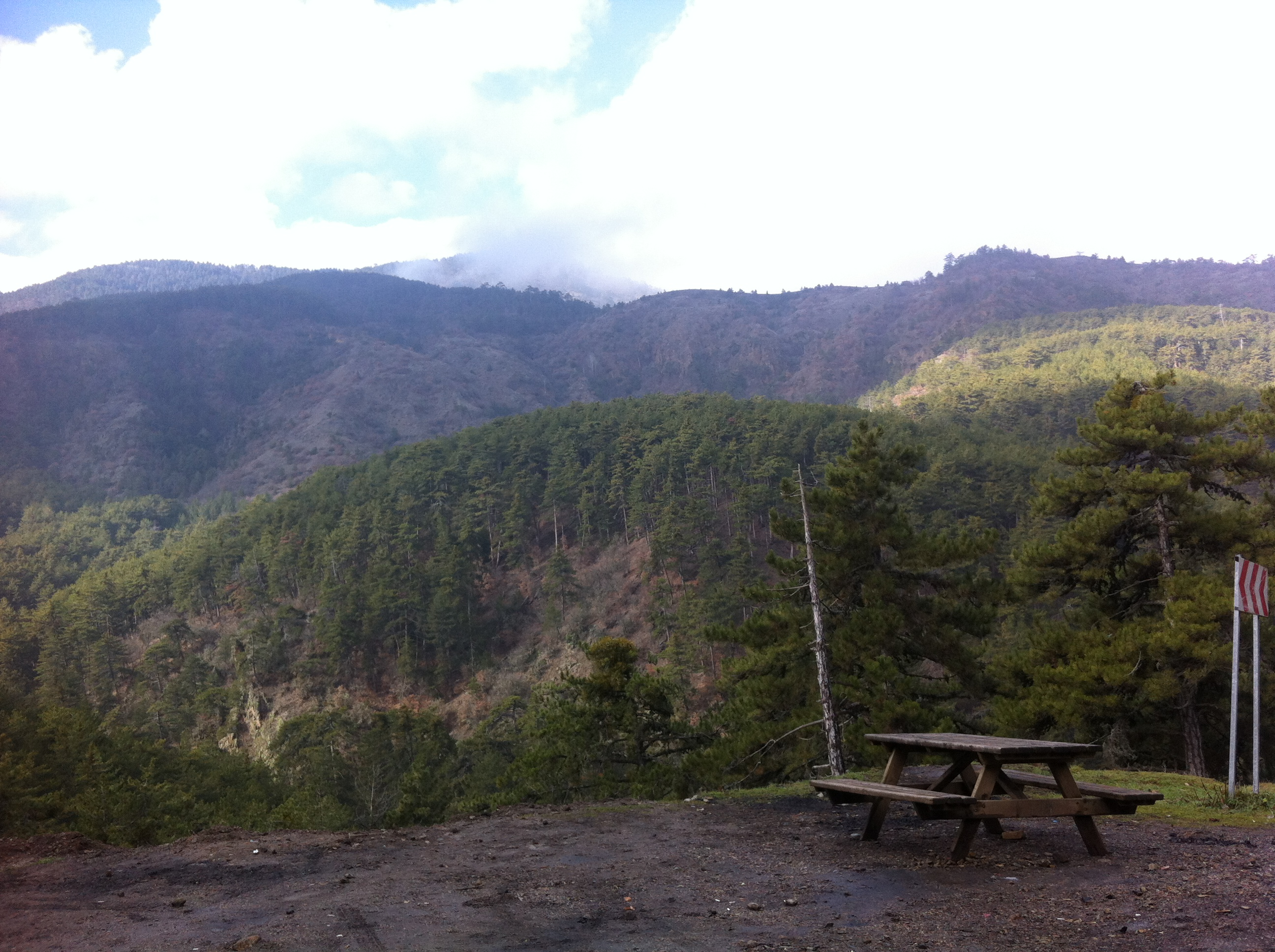
Landskap nära Kızılcahamam.

Kızılcahamam är en stad i provinsen Ankara i Turkiet, och är belägen cirka 70 km norr om huvudstaden Ankara. Befolkningen uppgick till 16 605 invånare i slutet av 2011.
Kızılcahamam är en lugn marknadsstad, vars invånare ursprungligen kommer från de omgivande, numera övergivna, byarna. Området är totalt omgivet av berg och där råder typisk bergsvegetation och på vissa ställen även hårdbladsvegetation.
Staden är känd för sina heta källor och mineralvatten, och har flera olika hälsocentraler som är populära hos bl.a. politiker från Ankara. Namnet Kızılcahamam betyder "den röda (turkiska) bastun" och syftar på den röda jorden (Terra rossa) och det stora bastuområdet som finns i mitten av staden.